# Anna Botsford Comstock
Anna Botsford Comstock (Otto, 1º settembre 1854 – Ithaca, 24 agosto 1930) è stata una scrittrice, illustratrice e educatrice statunitense di studi naturali.
La sua opera di oltre 900 pagine The Handbook of Nature Study (1911) godette di numerose ristampe giungendo fino alla 24ª edizione. Come artista e incisora del legno è nota per aver illustrato libri di testo entomologici con suo marito John Henry Comstock, inclusa la loro prima opera congiunta The Manual for the Study of Insects (1885).
Prima docente donna alla Cornell University, Comstock lavorò con Liberty Hyde Bailey, John Walton Spencer, Alice McCloskey, Julia Rogers e Ada Georgia come parte del dipartimento di Scienze Naturali presso l'ateneo stesso.

## Biografia

### Infanzia e studi
Anna Botsford Comstock nacque da Marvin e Phebe Irish Botsford. All'età di tre anni si trasferì con la famiglia in una fattoria con stalla sia per cavalli che per bestiame. Il nucleo familiare era autosufficiente: coltivava le proprie verdure, aveva frutteti e allevava bovini, maiali, pecore e pollame. Unica figlia della famiglia, Anna e la madre, di fede quacchera, trascorrevano del tempo insieme esaminando i fiori selvatici, gli uccelli e gli alberi. Phebe Botsford condivise il suo amore per la natura con sua figlia, portandola nei boschi e nei campi vicini.
Nel 1871, poiché a Otto non esisteva una scuola superiore, Anna frequentò il Chamberlain Institute and Female College, uno dei due seminari sotto la direzione della Chiesa Metodista a Randolph, diplomandosi nel giugno del 1873. Fu qui che incontrò per la prima volta la sua futura collega Martha Van Rensselaer. Tornata ad Otto per insegnare l'estate successiva del 1874, assieme ai suoi genitori viaggiò verso ovest per visitare alcuni parenti lontani. Il viaggio rimandò il suo inizio alla Cornell University a Ithaca, New York fino al novembre 1874 all'inizio del secondo mandato.

### Attività alla Cornell University
Il primo anno di Anna Botsford alla Cornell (1874) fu particolarmente intenso e difficile, avendo bisogno tra le varie cose di tutoraggio in tedesco, riuscendo comunque a mantenere una vita sociale attiva e vivendo in una pensione condivisa con molti altri studenti. Lo studio accademico che seguiva includeva sia botanica che zoologia, con periodi di laboratorio corrispondenti in entrambi. Quando tornò alla Cornell nel 1875, fece parte del primo gruppo di trentatré giovani donne a trasferirsi nel campus del Sage College recentemente costruito.
Durante il semestre invernale del 1875 seguì un corso di entomologia con John Henry Comstock, che aveva appena iniziato da due anni la sua carriera di docente universitario. La loro amicizia sbocciò in una storia d'amore e in un matrimonio (7 ottobre 1878) e lei si ritirò silenziosamente dalla vita studentesca. Iniziò allora ad illustrare i documenti entomologici di suo marito assistendolo con i dettagli della sua ricerca presso il Dipartimento dell'Agricoltura degli Stati Uniti (1879-1881) a Washington.
Al loro ritorno a Ithaca nel 1881, Comstock riprese gli studi e si laureò nel giugno 1885, divenendo membro della confraternita Kappa Alpha Theta (4 novembre 1882). Fu una delle prime donne elette alla società onoraria di Sigma Xi a Cornell nel 1888.

### Maturità professionale

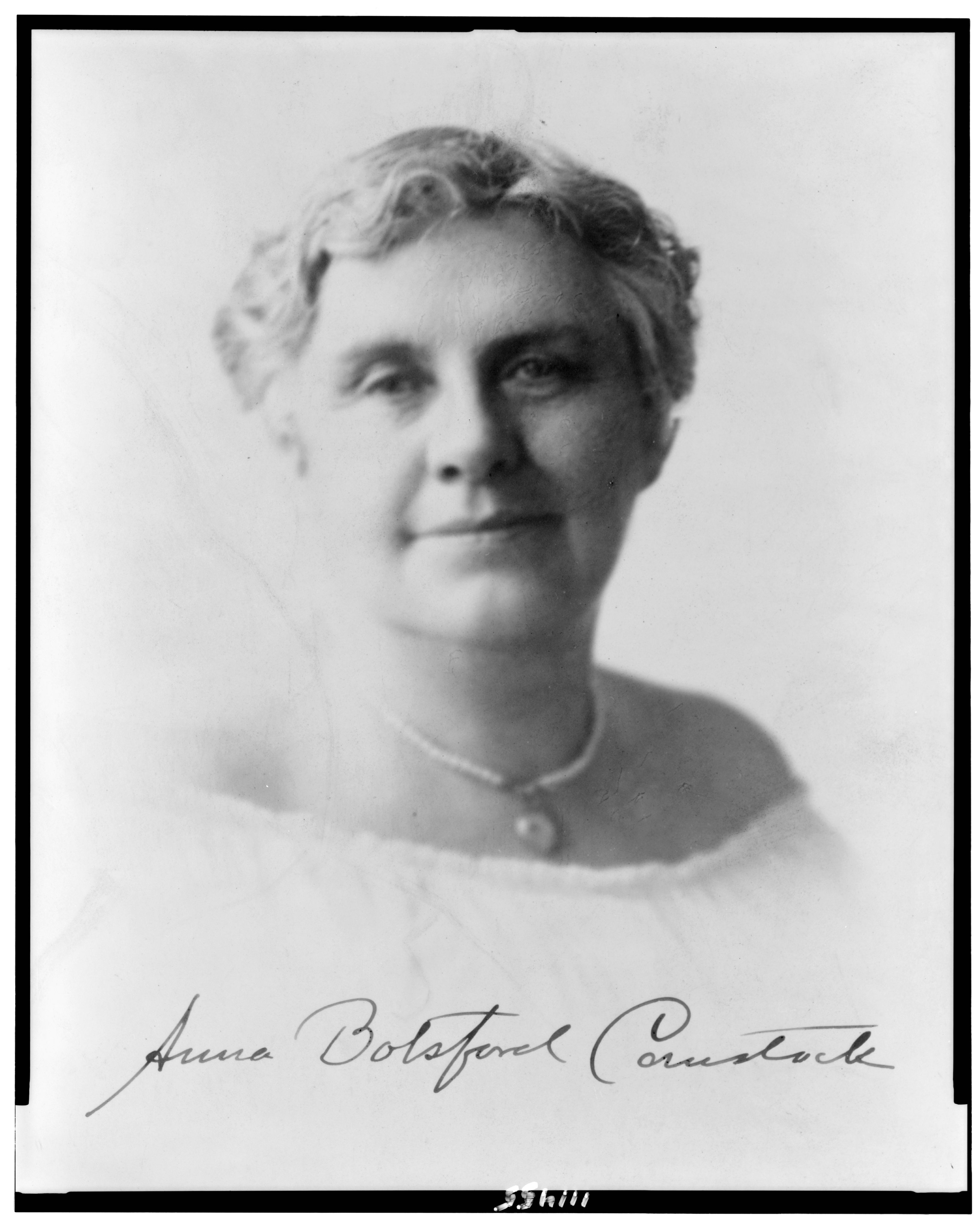
Anna Botsford Comstock nel 1906

Anna realizzò incisioni per le oltre 600 lastre utilizzate nel Manual for the Study of Insects (1895), Insect Life (1897) e How to Know the Butterflies (1904), la prima scritta da suo marito e la seconda di cui fu co-autrice. Le sue incisioni apparvero all'Esposizione mondiale colombiana nel 1893, all'Esposizione universale di Parigi nel 1900 e all'Esposizione panamericana di Buffalo nel 1900. Fu la terza donna a diventare membro della Society of American Wood-Engravers, della quale fu la più prolifica produttrice di immagini originali (al contrario di quelle riproduttive).
Anna Comstock divenne famosa soprattutto per essere stata una delle prime a portare i suoi studenti e altri insegnanti all'aperto per studiare la natura. Nel 1895 fu nominata membro del Comitato dello Stato di New York per la promozione dell'agricoltura, progettando un corso sperimentale di studi naturalistici per le scuole pubbliche. A partire dal 1897 ritornò ad insegnare alla Cornell, diventandone la prima docente donna. Tuttavia le fu negata la cattedra a pieno titolo per vent'anni fino al 1920. (Nel 1911 Martha Van Rensselaer e Flora Rose divennero le prime donne ad ottenere una cattedra ordinaria).

### Ultimi anni ed eredità
Nel 1922 si ritirò dalla Cornell come professore emerito ma continuò a insegnare nei corsi della sessione estiva. Nel 1923 la League of Women Voters scelse Anna Botsford Comstock e la sua collega Martha Van Rensselaer come due delle dodici più grandi donne americane viventi ad aver "contribuito maggiormente nei rispettivi campi per il miglioramento del mondo". Nel 1930 ricevette un dottorato honoris causa in lettere umane dall'Hobart College.
Morì a Ithaca nel 1930. Nel 1988 venne inserita nella National Wildlife Federation Conservation Hall of Fame. Le è stata dedicata la Comstock Hall, una residenza universitaria dello Smith College.

## Galleria d'immagini

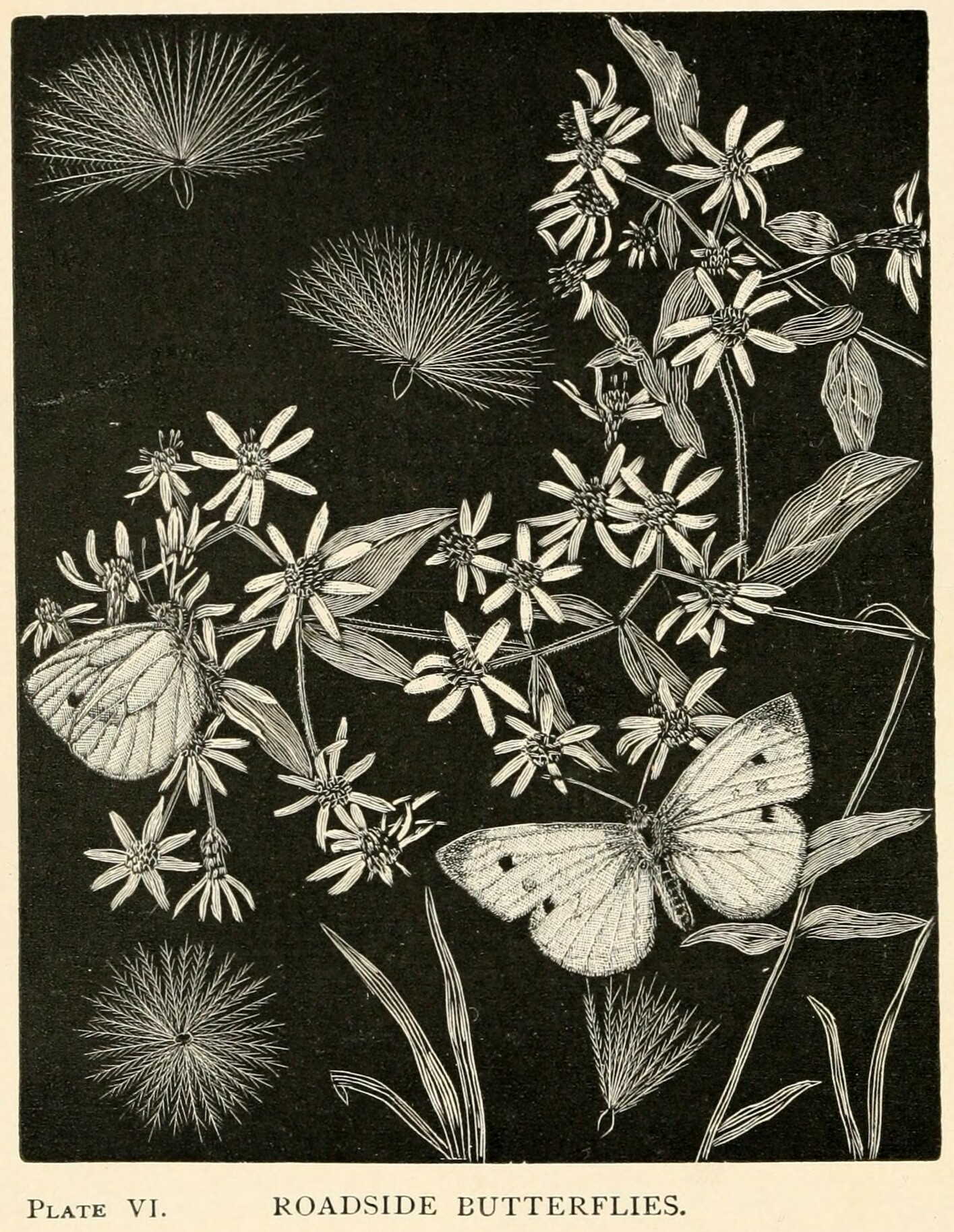
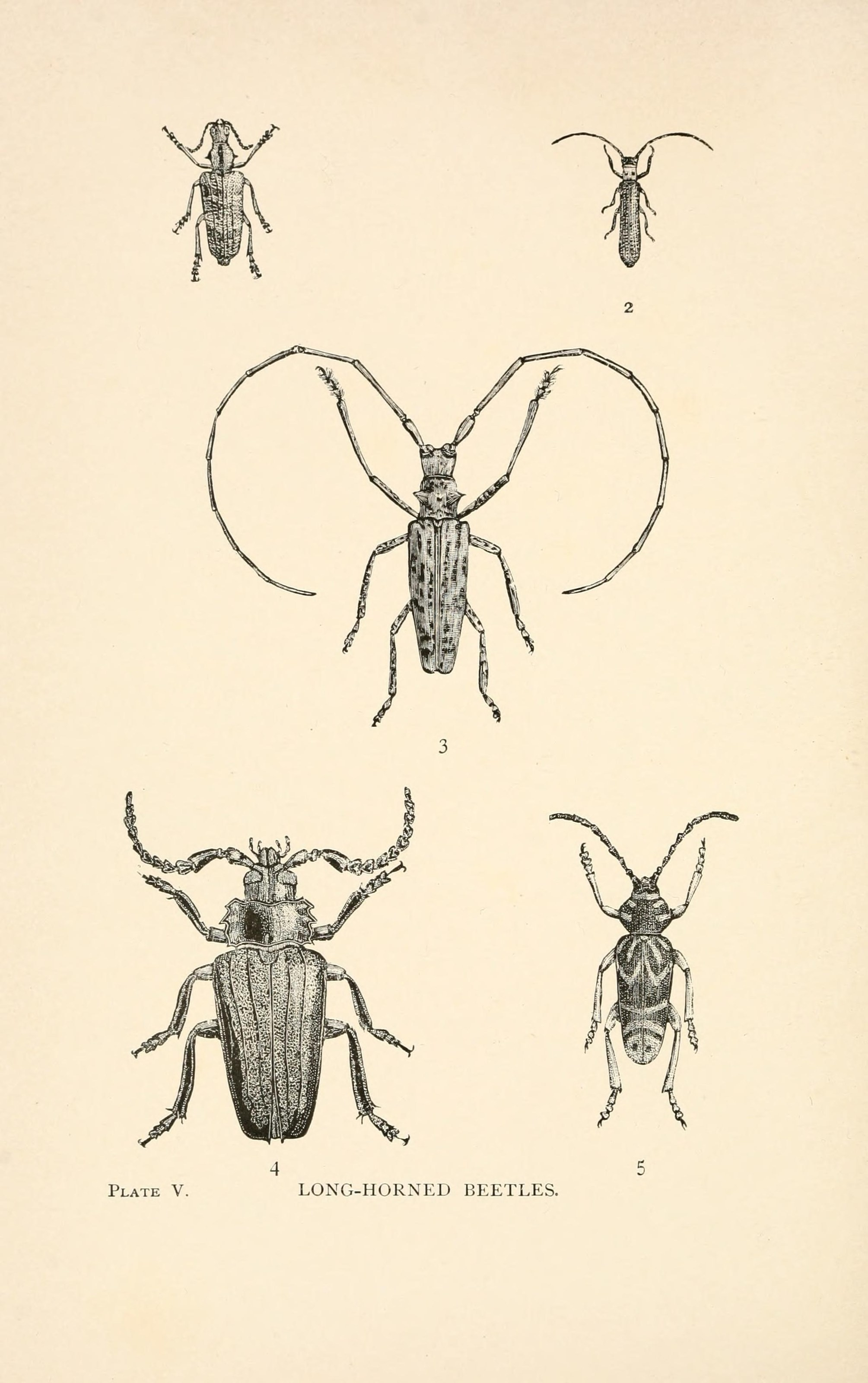
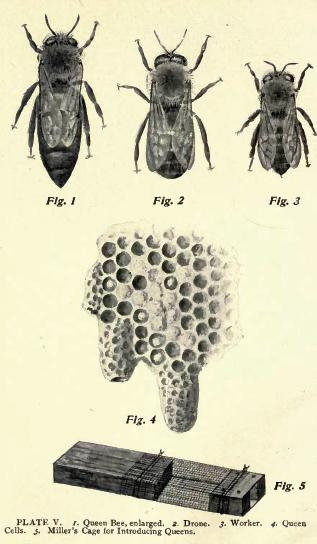
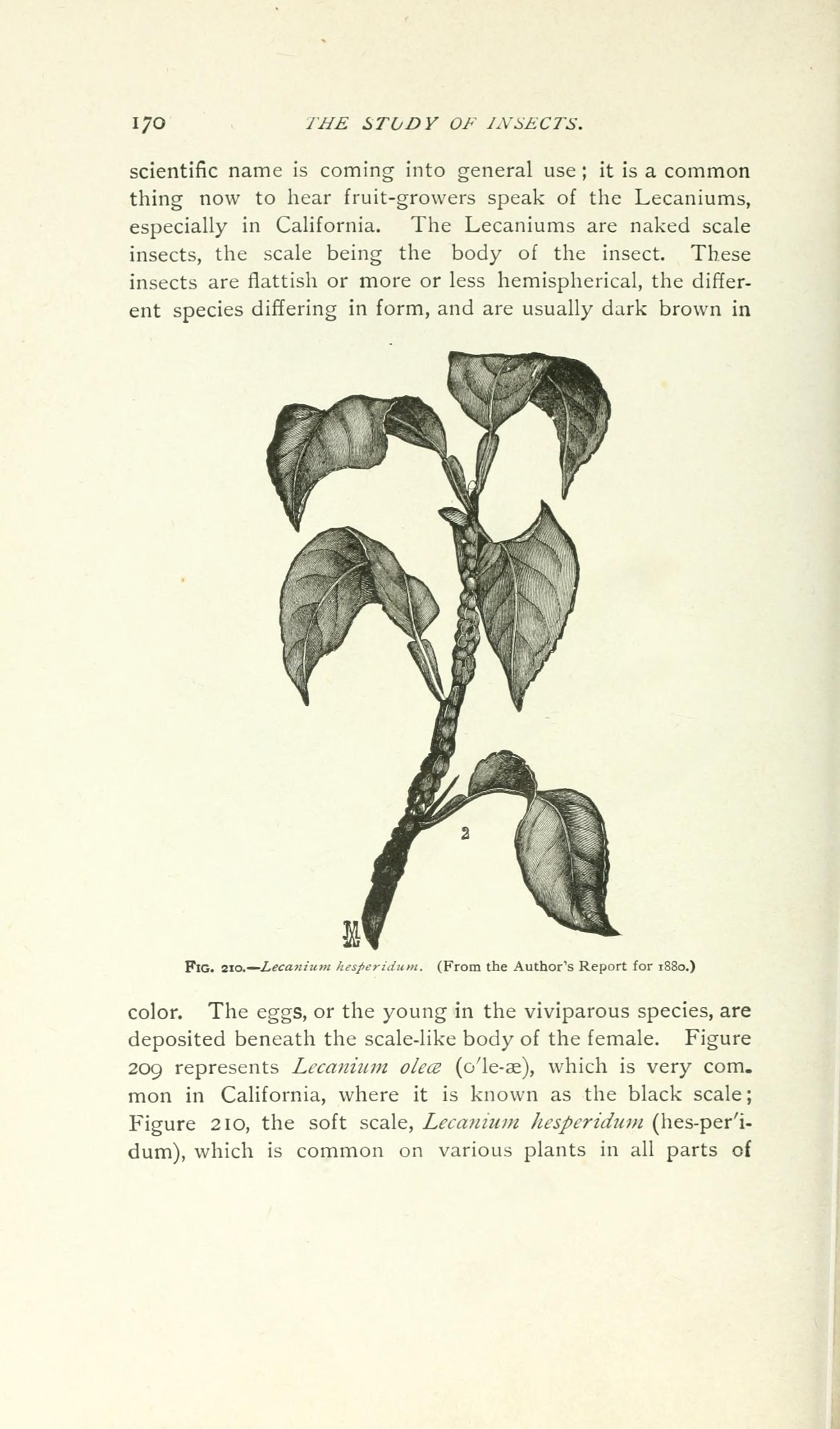
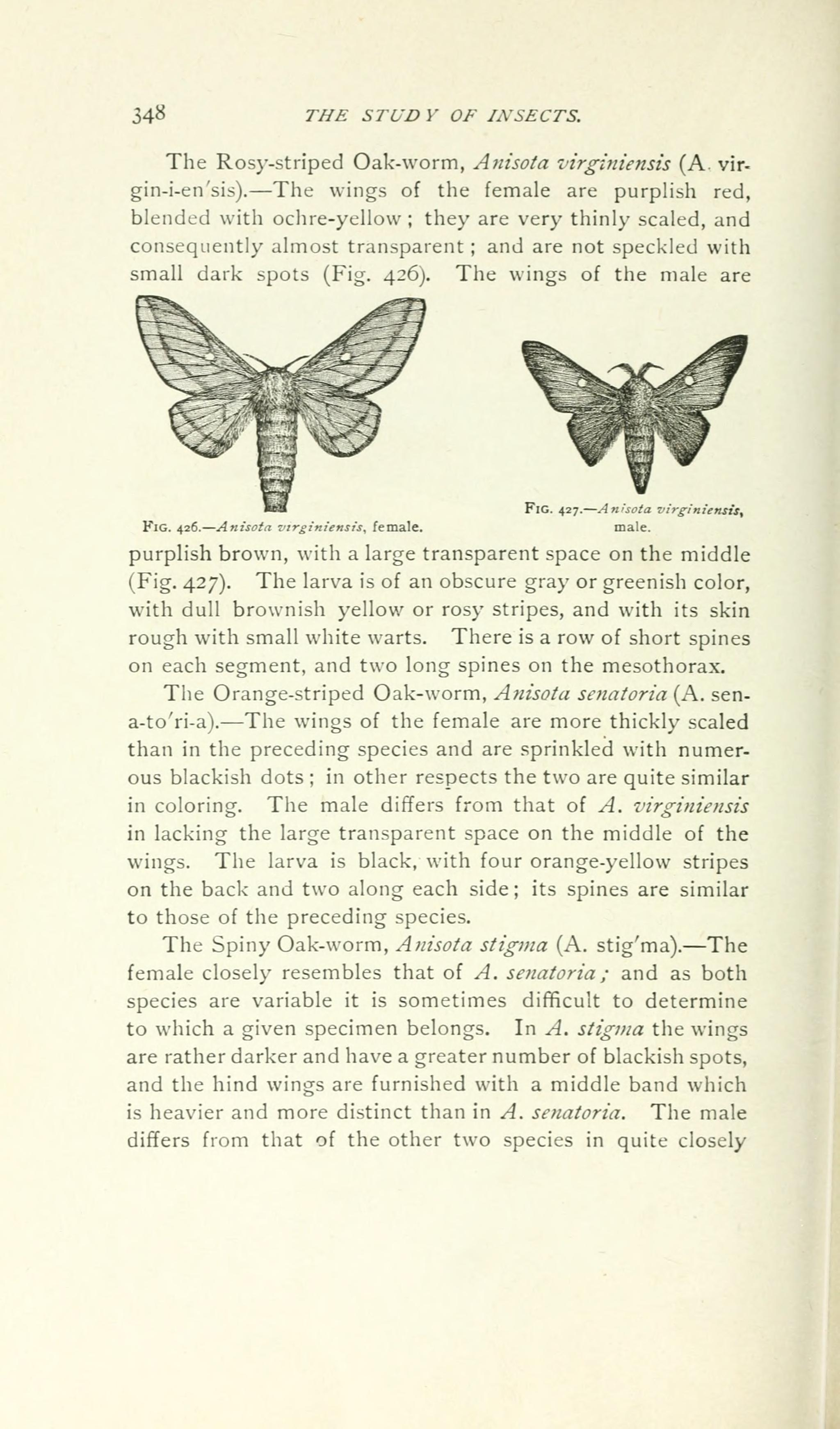
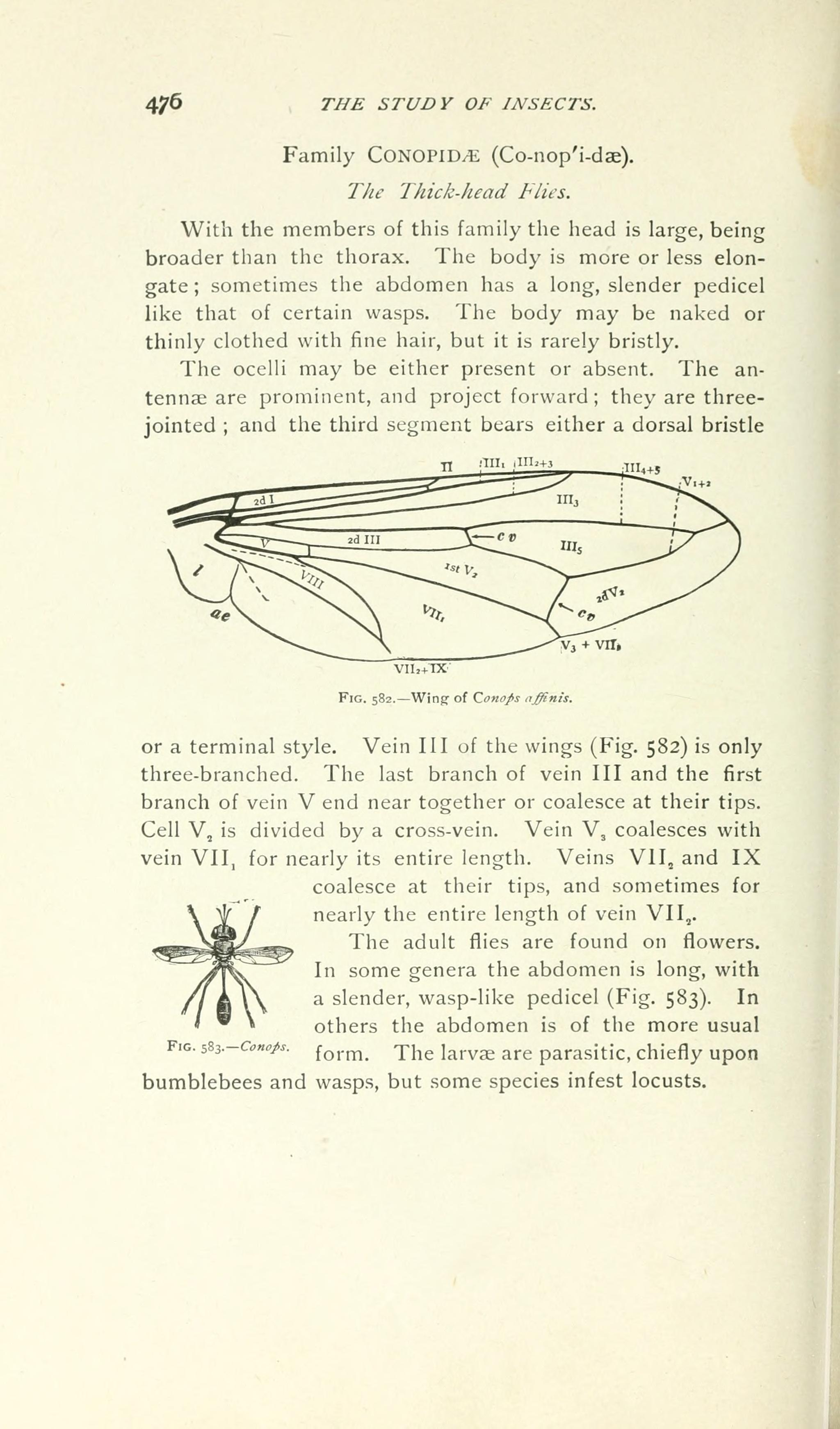
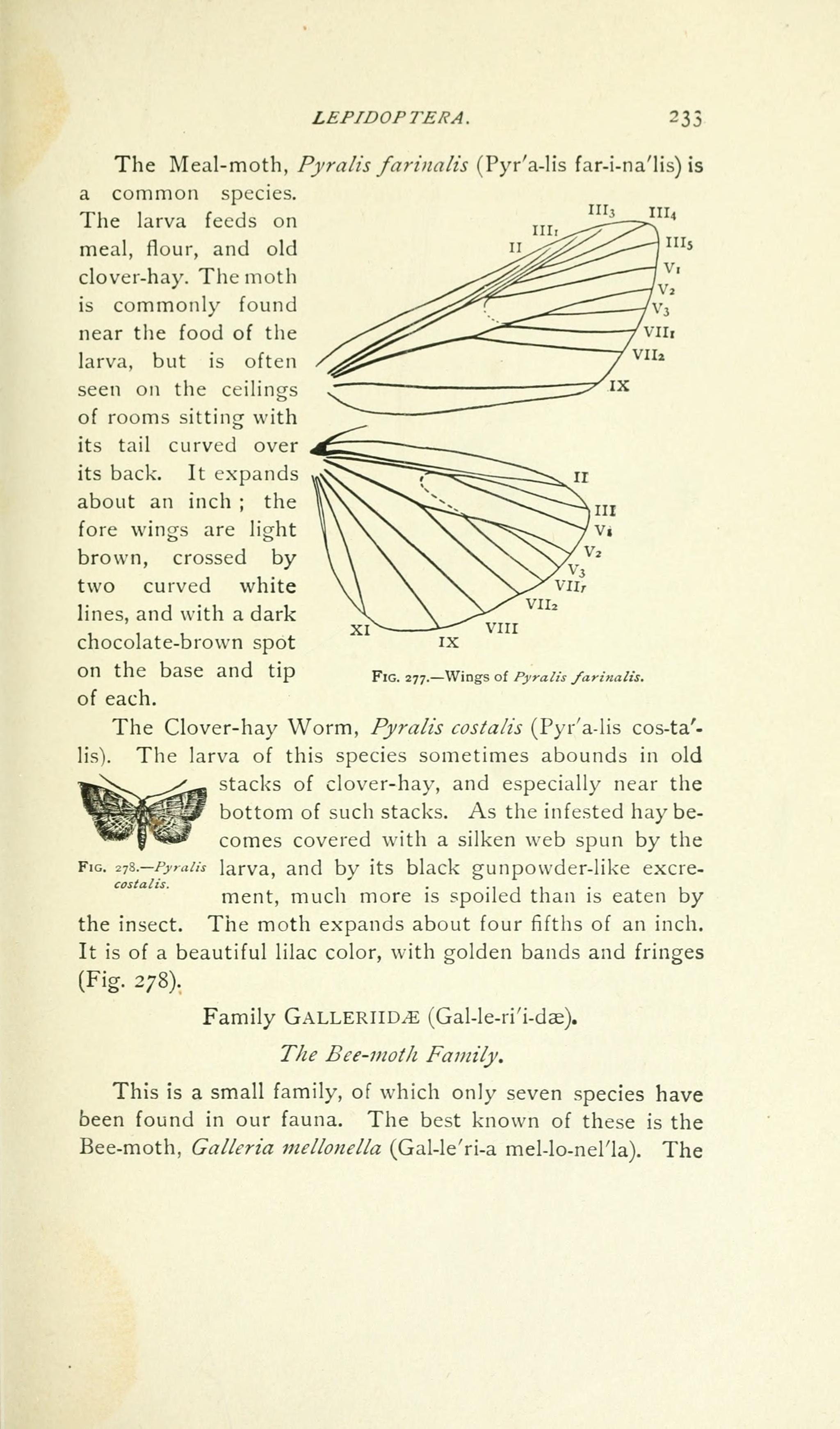
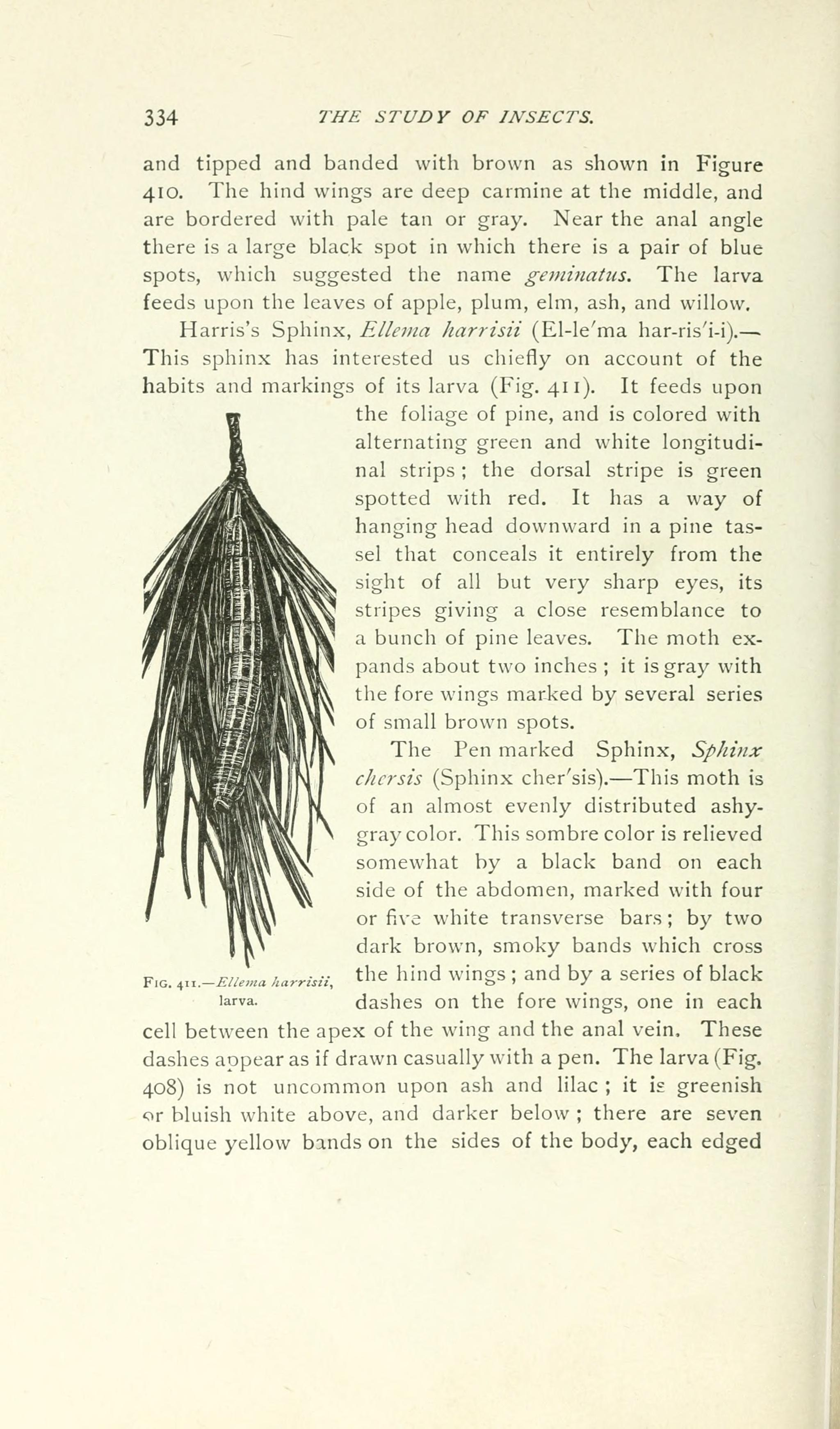
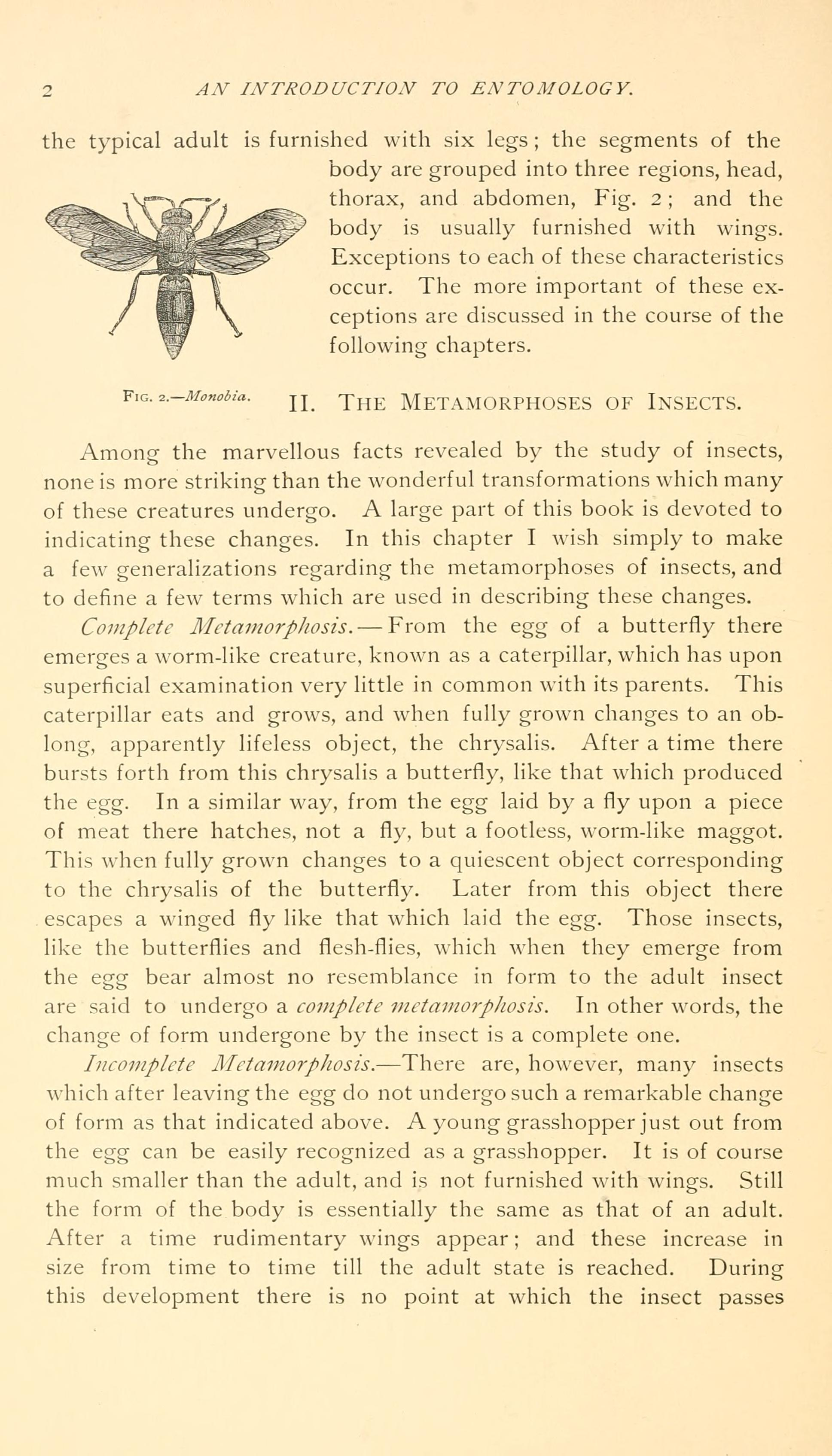
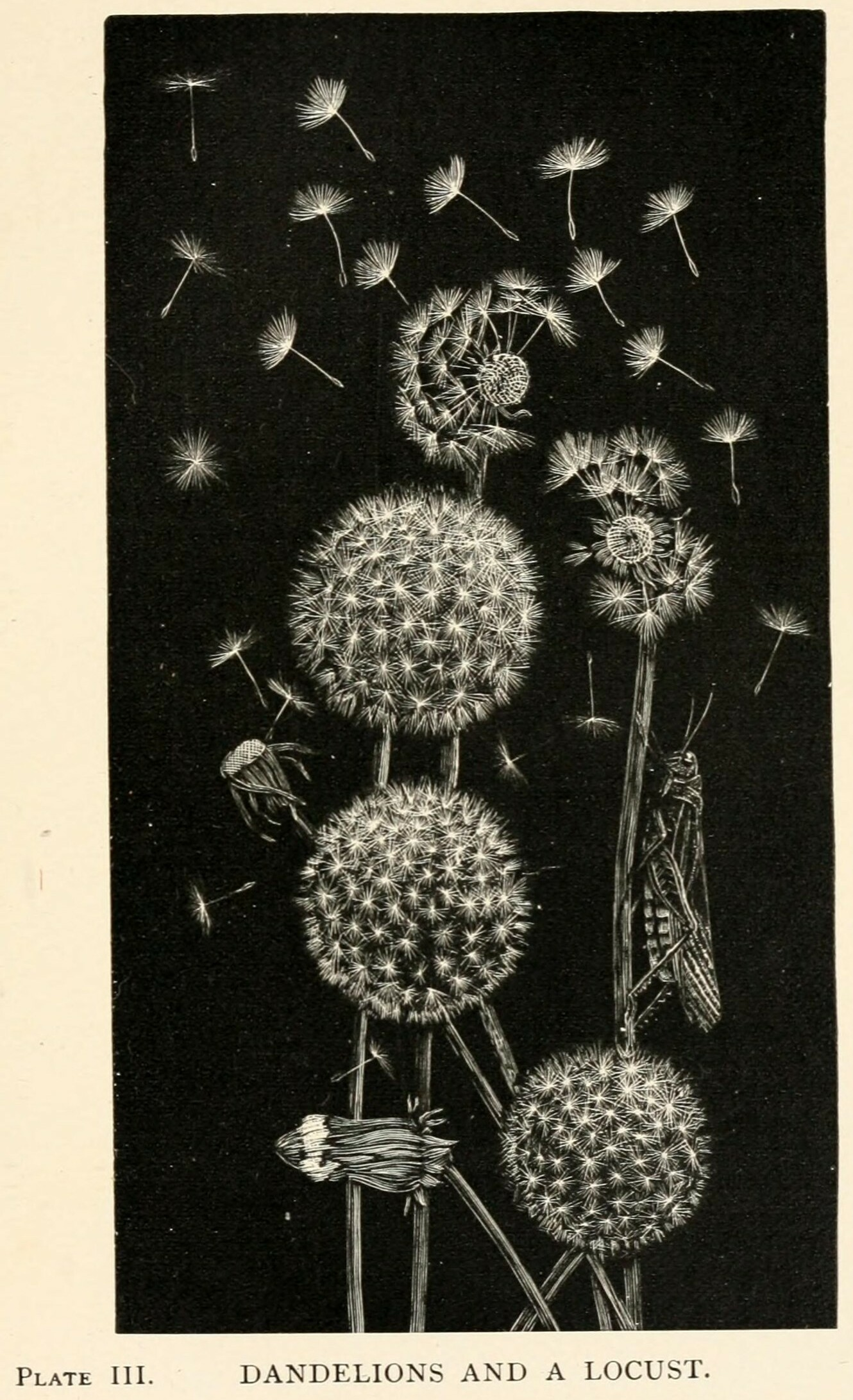